# Beleriandkrigen
I J. R. R. Tolkiens Silmarillion skildras många krig mellan Alver från Beleriand och Morgoths styrkor.
Dessa krig brukar kallas för Beleriandkrigen.
1. Det Första Slaget om Beleriand skedde innan Noldor anlände och utkämpades av Sindar och Laiquendi.
2. Det andra kriget var Dagor-nuin-Giliath eller Kriget under stjärnorna , utkämpades av Noldor ledda av Fëanor och hans sju söner.
  - Under detta krig utkämpades Slaget om Lammoth som utkämpades av Fingolfin och hans sällskap.
3. Det tredje kriget var Dagor Aglareb eller Lysande kriget, vilket ledde till Belägringen av Angband.
  - Många mindre slag utkämpades under belägringen.
4. Det fjärde kriget blev det katastrofala Dagor Bragollach eller Kriget med den plötsliga flamman, där många Noldor föll.
5. Det femte kriget var Nírnaeth Arnoediad eller De oräkneliga tårarnas krig, där Noldor blev helt nergjorda.
6. Det sjätte kriget var Vredens krig, som avslutade den Första Åldern och helt förstörde Beleriand.